# Black Panthers de Thonon
Pour les articles homonymes, voir Black Panthers.
Stade
Maillots
Champion de France Élite 2013, 2014, 2019, 2023, 2024 et 2025

Champion d'Europe 2013, 2017
Saison en cours
Les Black Panthers de Thonon sont un club français de football américain basé à Thonon-les-Bains (Haute-Savoie) et fondé en 1987 par Benoît Sirouet, Nicolas Schpoliansky et Frédéric Mériguet.
Jérôme Garnier s'est rapidement joint aux 3 membres fondateurs et est devenu le premier Président du Club.
Le premier Head Coach de l'équipe s'appelait Bruno Jolly, ancien joueur des Anges Bleus de Joinville le Pont.
Désormais présidé par Benoît Sirouet, le club a été entraîné entre 2005 et 2015 par le Canadien Larry Legault, ancien head coach de l’équipe de France de football américain.
La saison 2009 a été marquée par l’apparition d’une équipe Senior B, ainsi que l’intégration à l’équipe Elite d’un jeune quart-arrière formé par le club. En 2016 James "Skip" Albano devient le Head Coach pour 1 saison. En 2017 Fabien "Hippo" Ducousso prend la direction de l'équipe Elite jusqu'en 2020 lors de la saison interrompu à cause de le pandémie. En 2021 Yannick Vanasse devient le head coach, mais la saison ne se jouera pas. A l'été 2021 Larry Legault revient à Thonon et reprend la direction Technique et sportive du club, ainsi que le rôle de Head Coach.

## Équipes

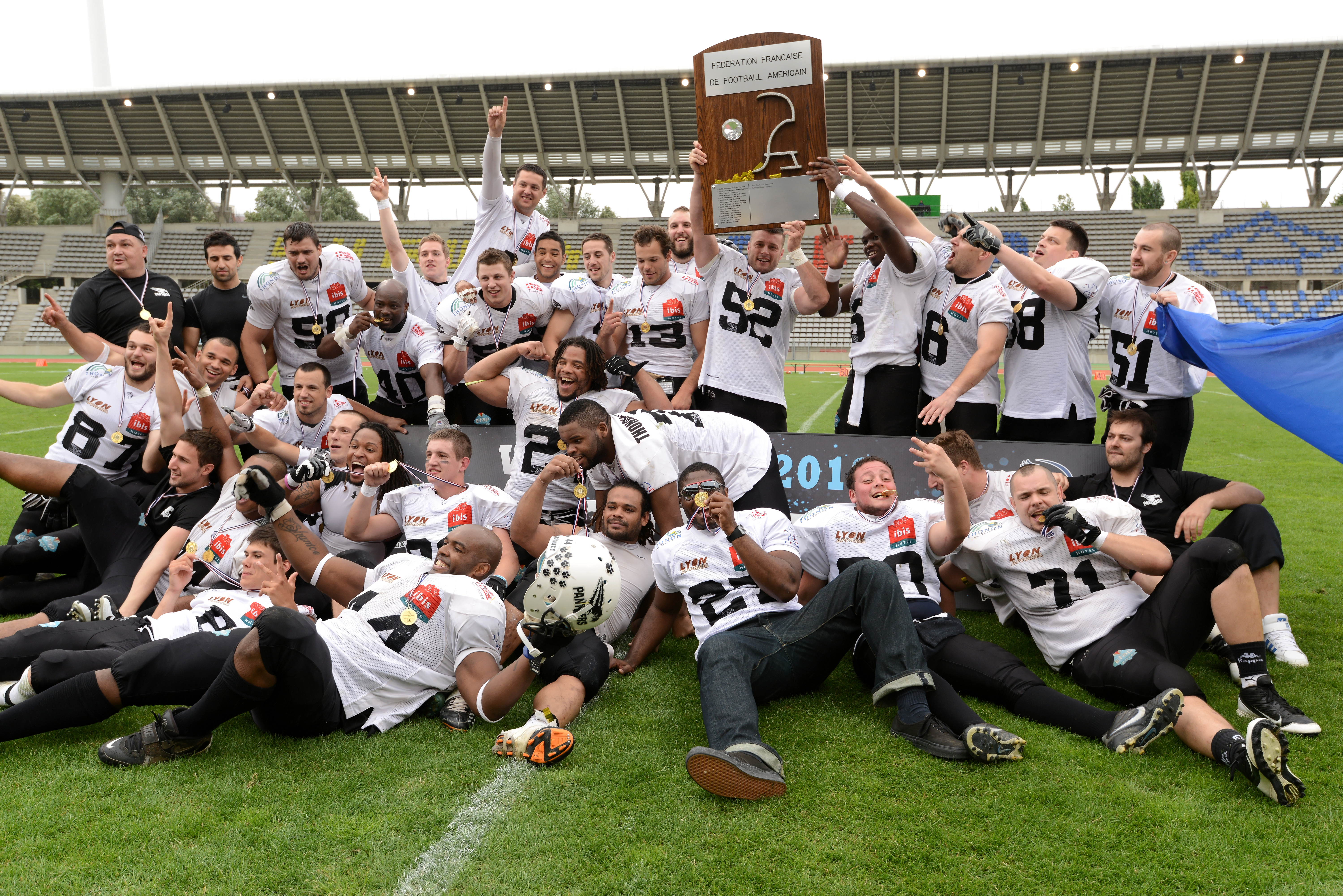
Les Black Panthers après leur victoire en 2013.

Le club possède quatre équipes différentes de football américain.
- L'élite évoluant en première division française, le Casque de diamant, depuis 2005.
- Les U20, champions de France à 9 en 2011.
- Les U17, depuis 2010, champions de France en 2014.
- Les U14, champions régionaux 2022, 2023
- L'équipe Flag loisirs

## Palmarès
| Compétitions internationales | Compétitions nationales |
| - EFL Bowl - Vainqueur (1) : 2017 - EFAF Cup - Vainqueur (1) : 2013 - Finaliste (1) : 2009 - Ligue des Champions Européenne de l'IFAF - Demi-finaliste (2) : 2014, 2015             | - Championnat de France Élite (D1) - Champion (5) : 2013, 2014, 2019, 2023 et 2024 - Vice-Champion (7) : 2007, 2009, 2012, 2015, 2017, 2018 et 2022 - Championnat de France de deuxième division (D2) - Champion (1) : 2004 |
| Compétitions de jeunes | Compétitions de Flag football |
| U20 - Championnat de France Junior - Champion (3) : 2004, 2011 et 2012 - Vice-Champion (4) : 2003, 2006, 2007, 2008 et 2019 U17 - Championnat de France Cadet - Champion (1) : 2014 | - Championnat de France +16 - Champion (1) : 2002 - Vice-champion (2) : 2008, 2009 - Championnat de France -16 - Champion (2) : 2005, 2006 - Vice-champion (1) : 2008 - Championnat régional +16 - Champion (2) : 2008, 2009 - Vice-champion (1) : 2011 - Championnat régional -16 - Champion (5) : 1997, 1998, 2001, 2005, 2006 - Vice-champion (1) : 2009, 2011 U14 - Championnat régional -14 - Champions 2022 - Champions 2023 |

## Bilan saison par saison

### Tableau récapitulatif
| Championnat de France | Championnat de France | Championnat de France | Championnat de France | Championnat de France | Championnat de France | Championnat de France | Championnat de France | Championnat de France | Championnat de France | Championnat de France | Coupe d’Europe                           |
| Saison                | Division              | Classement            | M.J.                  | Vic.                  | Nuls                  | Déf.                  | For.                  | Pts pour              | Pts Contre            | Playoffs              | Coupe d’Europe                           |
| --------------------- | --------------------- | --------------------- | --------------------- | --------------------- | --------------------- | --------------------- | --------------------- | --------------------- | --------------------- | --------------------- | ---------------------------------------- |
| 1990                  | D3                    | 1er poule             | 6                     | 4                     | 0                     | 2                     | 0                     | 105                   | 27                    | Demi-finaliste        | -                                        |
| 1991                  | D2                    | 4e poule              | 5                     | 0                     | 0                     | 5                     | 0                     | 23                    | 99                    | -                     | -                                        |
| 1992                  | D2                    | 3e poule              | 4                     | 1                     | 0                     | 3                     | 0                     | 47                    | 66                    | -                     | -                                        |
| 1993(1)               | D2                    | 1er poule             | 5                     | 5                     | 0                     | 0                     | 0                     | 0                     | 0                     | Huitième de finaliste | -                                        |
| 1994                  | D2                    | 2e poule              | 7                     | 4                     | 0                     | 3                     | 0                     | 129                   | 117                   | Huitième de finaliste | -                                        |
| 1995(1)               | D2                    | 3e poule              | 3                     | 1                     | 0                     | 2                     | 0                     | 53                    | 90                    | -                     | -                                        |
| 1996                  | D2                    | 4e poule              | 8                     | 4                     | 0                     | 4                     | 0                     | 196                   | 226                   | -                     | -                                        |
| 1997                  | D2                    | 1er poule             | 8                     | 7                     | 0                     | 1                     | 0                     | 221                   | 69                    | Demi-finaliste        | -                                        |
| 1998                  | D1                    | 3e poule sud          | 10                    | 5                     | 0                     | 5                     | 0                     | 180                   | 165                   | Quart de finaliste    | -                                        |
| 1999                  | D1                    | 2e poule sud          | 6                     | 4                     | 0                     | 2                     | 0                     | 112                   | 113                   | Demi-finaliste        | -                                        |
| 2000                  | D1                    | 4e poule              | 9                     | 3                     | 0                     | 6                     | 0                     | 186                   | 278                   | Demi-finaliste        | -                                        |
| 2001                  | D1                    | 3e poule              | 9                     | 2                     | 1                     | 6                     | 0                     | 140                   | 247                   | 1er tour (Wild-cards) | -                                        |
| 2002                  | D1                    | 4e poule              | 10                    | 2                     | 0                     | 8                     | 0                     | 97                    | 226                   | -                     | -                                        |
| 2003                  | D2                    | 1er poule sud         | 8                     | 7                     | 0                     | 1                     | 0                     | 226                   | 43                    | Demi-finaliste        | -                                        |
| 2004                  | D2                    | 1er poule sud         | 10                    | 10                    | 0                     | 0                     | 0                     | 387                   | 6                     | Champion              | -                                        |
| 2005                  | D1                    | 3e poule sud          | 10                    | 3                     | 0                     | 7                     | 0                     | 166                   | 222                   | -                     | -                                        |
| 2006                  | D1                    | 3e poule sud          | 10                    | 5                     | 0                     | 5                     | 0                     | 245                   | 200                   | -                     | -                                        |
| 2007                  | D1                    | 1er poule sud         | 10                    | 9                     | 0                     | 1                     | 0                     | 268                   | 158                   | Finaliste             | -                                        |
| 2008                  | D1                    | 1er poule sud         | 8                     | 7                     | 0                     | 1                     | 0                     | 291                   | 154                   | Demi-finaliste        | EFL, Poules                              |
| 2009                  | D1                    | 1er poule sud         | 10                    | 7                     | 0                     | 3                     | 0                     | 377                   | 199                   | Finaliste             | EFAF Cup, Finaliste                      |
| 2010                  | D1                    | 2e                    | 10                    | 8                     | 0                     | 2                     | 0                     | 331                   | 226                   | Demi-finaliste        | EFL Poules                               |
| 2011                  | D1                    | 7e                    | 10                    | 4                     | 0                     | 6                     | 0                     | 152                   | 206                   | -                     | EFAF Cup, Demi-finaliste                 |
| 2012                  | D1                    | 1er                   | 10                    | 9                     | 0                     | 1                     | 0                     | 290                   | 144                   | Finaliste             | -                                        |
| 2013                  | D1                    | 3e                    | 10                    | 7                     | 0                     | 3                     | 0                     | 266                   | 175                   | Champion              | EFAF Cup, Vainqueur                      |
| 2014                  | D1                    | 1er                   | 8                     | 7                     | 1                     | 0                     | 0                     | 290                   | 149                   | Champion              | IFAF Ligue des Champions, Demi-finaliste |
| 2015                  | D1                    | 3e                    | 10                    | 6                     | 0                     | 4                     | 0                     | 271                   | 232                   | Finaliste             | IFAF Ligue des Champions, Demi-finaliste |
| 2016                  | D1                    | 5e                    | 8                     | 2                     | 1                     | 5                     | 0                     | 154                   | 186                   | -                     | -                                        |
| 2017                  | D1                    | 2e                    | 10                    | 8                     | 0                     | 2                     | 0                     | 417                   | 161                   | Finaliste             | EFL, Vainqueur                           |
| 2018                  | D1                    | 1er                   | 10                    | 9                     | 0                     | 1                     | 0                     | 314                   | 106                   | Finaliste             | EFL, Poules                              |
| 2019                  | D1                    | 1er poule sud         | 10                    | 10                    | 0                     | 0                     | 0                     | 425                   | 80                    | Champion              | CEFL, Poules                             |
| 2020                  | D1                    | 1er poule sud         | 3                     | 3                     | 0                     | 0                     | 0                     | 142                   | 20                    | Compétition suspendue | CEFL, Compétition suspendue              |
| 2021                  | D1                    | -                     | -                     | -                     | -                     | -                     | -                     | -                     | -                     | Pas de saison         | Pas de saison                            |
| 2022                  | D1                    | 2e poule nord         | 10                    | 9                     | 0                     | 1                     | 0                     | 327                   | 146                   | Finaliste             | CEFL, Poules                             |
| 2023                  | D1                    | 1er poule nord        | 10                    | 9                     | 1                     | 0                     | 0                     | 407                   | 111                   | Champion              | CEFL, finaliste                          |

- Champion ou vainqueur
- Vice-champion ou finaliste
- Promu
- Barrage de promotion
- Relégué
- Barrage de relégation

(1) Résultats incomplets.

### Bilan
Statistiques arrêtées au 20 juin 2015.
| Compétition            | Type         | Participations | M.J. | Vic. | Nuls | Déf. | For. | Pts pour | Pts Contre |
| ---------------------- | ------------ | -------------- | ---- | ---- | ---- | ---- | ---- | -------- | ---------- |
| Championnat de France  |              |                |      |      |      |      |      |          |            |
| D1 - Casque de diamant | Saison       | 16             | 150  | 88   | 2    | 60   | 0    | 3662     | 3094       |
| D1 - Casque de diamant | Playoffs     | 12             | 20   | 10   | 0    | 10   | 0    | 395      | 417        |
| D1 - Casque de diamant | Total        | 16             | 170  | 98   | 2    | 70   | 0    | 4057     | 3511       |
| D2 - Casque d’or       | Saison(1)    | 9              | 58   | 39   | 0    | 19   | 0    | 1282     | 716        |
| D2 - Casque d’or       | Playoffs(1)  | 5              | 8    | 4    | 0    | 4    | 0    | 170      | 143        |
| D2 - Casque d’or       | Total        | 9              | 66   | 43   | 0    | 23   | 0    | 1452     | 859        |
| D3 - Casque d'argent   | Saison       | 1              | 6    | 4    | 0    | 2    | 0    | 105      | 27         |
| D3 - Casque d'argent   | Playoffs     | 1              | 2    | 1    | 0    | 1    | 0    | 46       | 43         |
| D3 - Casque d'argent   | Total        | 1              | 8    | 5    | 0    | 3    | 0    | 151      | 70         |
| Total France           | Total France | 26             | 244  | 146  | 2    | 96   | 0    | 5660     | 4440       |
| Coupe d'Europe         |              |                |      |      |      |      |      |          |            |
| EFAF                   |              |                |      |      |      |      |      |          |            |
| EFL                    | Saison       | 2              | 4    | 1    | 0    | 3    | 0    | 138      | 126        |
| EFL                    | Playoffs     | 0              | 0    | 0    | 0    | 0    | 0    | 0        | 0          |
| EFL                    | Total        | 2              | 4    | 1    | 0    | 3    | 0    | 138      | 126        |
| EFAF Cup               | Poules       | 3              | 6    | 5    | 0    | 1    | 0    | 224      | 82         |
| EFAF Cup               | Playoffs     | 3              | 5    | 3    | 0    | 2    | 0    | 162      | 86         |
| EFAF Cup               | Total        | 3              | 11   | 8    | 0    | 3    | 0    | 386      | 168        |
| IFAF Europe            |              |                |      |      |      |      |      |          |            |
| Ligue des Champions    | Poules       | 2              | 4    | 4    | 0    | 0    | 0    | 195      | 70         |
| Ligue des Champions    | Playoffs     | 2              | 1    | 0    | 0    | 1    | 0    | 7        | 19         |
| Ligue des Champions    | Total        | 2              | 5    | 4    | 0    | 1    | 0    | 202      | 89         |
| Total Europe           | Total Europe | 7              | 20   | 13   | 0    | 7    | 0    | 726      | 383        |
| TOTAL                  | TOTAL        | TOTAL          | 264  | 149  | 2    | 104  | 0    | 6386     | 4823       |

(1) Résultats incomplets.

## Personnalités liées au club

### Staff
- Benoît Sirouet : fondateur, ancien joueur et actuel président
- Nicolas Schpoliansky : fondateur
- Frédéric Mériguet : fondateur
- Jérôme Garnier : ancien président
- Bruno Jolly : ancien Head coach
- Larry Legault : head-coach, sélectionneur de l'équipe de France, ex-HC des Gaiters de Bishop's (Université Bishop's)

### Joueurs notables
- Dimitri Kiernan : joueur, ancien coach des Carabins (Université de Montréal, SIC)
- Damon Thomas : WR, ancien joueur, passé par les Bills de Buffalo (NFL)
- Tory Cooper : RB
- Clark Evans : QB, joueur qui a contribué à la prospérité du club dans l'Europe
- Jason Jackson
- Patrick Hall : RB
- Baylen Laury : RB
- Max Sprauel : joueur des Carabins (Université de Montréal, SIC)
- Alex Sy : joueur des Carabins (Université de Montréal, SIC)
- Bastien Pereira : joueur des Carabins (Université de Montréal, SIC)[7]
- Fred Wells Jr : RB/WR, ancien joueur des Wildcats de Northern Michigan (Université de Northern Michigan, D1-AA NCAA)
- Jimmie Russell : QB, ancien joueur des Wildcats de Bethune-Cookman (Université Bethune-Cookman, D1-AA NCAA)
- Brandon Minch : DE/FB, ancien joueur des Cardinals de Wesleyan University (Université Wesleyenne, DIII NCAA)
- Fabien "Hippo" Ducousso : signature en 2012.
- Stephen Yepmo : signature en 2012.
- Billy Greene : ancien QB des Thunderbirds de l'UCB (CIS), vainqueur du Hec Crighton Trophy (en)
- Andreas Betza : signature en 2016
- Léo Sarteel : signature en 2017 jusqu'en 2024
- Nicolas Khandar : RB, termine la saison 2023 avec le Stuttgart Surge en ELF.

## Média
Les Black Panthers ont été les premiers en France à diffuser leurs matchs de saison régulière en direct sur internet[réf. nécessaire].